# Diana Widmaier Picasso

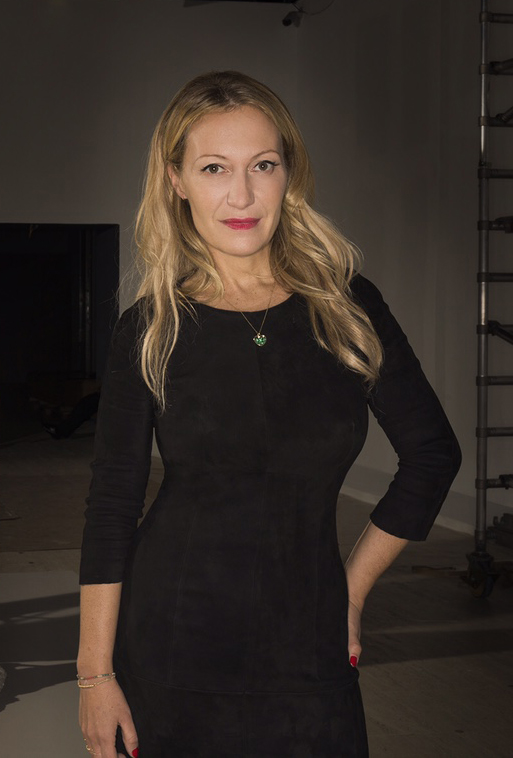
Diana Widmaier Picasso (2015)

Diana Widmaier Picasso (*  12. März 1974) ist eine französische Kunsthistorikerin. Die Enkelin des Malers und Bildhauers Pablo Picasso ist Autorin zahlreicher Veröffentlichungen über ihren Großvater und gilt als Expertin für seine Skulpturen.

## Leben
Diana Widmaier Picasso kam als Tochter von Pierre Widmaier und Maya Widmaier Picasso (1935–2022) zur Welt. Die Familie des Vaters ist im Schiffshandel tätig. Ihre Mutter war das einzige Kind aus der von 1927 bis 1937 andauernden Beziehung zwischen Pablo Picasso und Marie-Thérèse Walter. Obwohl ihre Großeltern nicht verheiratet waren, trägt Diana wie ihre Mutter den Namen Widmaier Picasso, da dies nach spanischem Recht möglich ist. Sie wuchs in Paris auf und lernte schon als Kind durch in Familienbesitz befindliche Arbeiten das künstlerische Werk des Großvaters kennen, den sie aufgrund seines früheren Ablebens jedoch nicht persönlich kennenlernen konnte. Internationales Medieninteresse erregte 2007 ein Einbruch in die Pariser Wohnung von Diana Widmaier Picasso, bei der Diebe die beiden Gemälde Maya à la poupée und Portrait de Jacqueline sowie zwei Zeichnungen stahlen. Sechs Monate später konnte die Polizei die Einbrecher verhaften und fand die beiden Gemälde und eine der Zeichnungen wieder auf.
Als Kunsthistorikerin beschäftigte sich Diana Widmaier Picasso zunächst mit Altmeisterzeichnungen, bevor sie sich überwiegend dem Werk ihres Großvaters widmete. Sie hat zahlreiche Aufsätze über Pablo Picasso veröffentlicht und hilft verschiedentlich bei der Organisation von Ausstellungen über dessen Werk mit. Beispiele hierfür sind Picasso: Challenging the Past, die 2009 in der Londoner National Gallery zu sehen war oder Picasso and Marie-Thérèse: L'amour Fou, die 2011 in der New Yorker Gagosian Gallery gezeigt wurde. Seit 2003 arbeitet Diana Widmaier Picasso an dem auf vier Bände angelegten Werkverzeichnis der Skulpturen von Pablo Picasso.

## Veröffentlichungen
- The sculptures of Pablo Picasso. Zusammen mit Robert Rosenblum anlässlich einer Ausstellung in der Gagosian Gallery, New York 2003, ISBN 1-880154-96-X.
- Pablo Picasso. David und Bathseba, 1947–1949, Venus und Amor, 1949. Zusammen mit Kerstin Drechsel anlässlich einer Ausstellung in den Kunstsammlungen Chemnitz, Kulturstiftung der Länder, Berlin 2005, Schriftenreihe Patrimonia, Band 308.
- L'art ne peut être qu'érotique. Assouline, Paris 2005, ISBN 2-84323-695-9.
  - Picasso. Kunst ist immer erotisch, dt. von  Claudia Steinitz. Prestel, München 2005, ISBN 3-7913-3161-2.